# Моше Менухін
Моше Менухін (англ. Moshe Menuhin, івр. משה מנוחין, уродж. Мнухін; нар. 12 листопада 1893, Гомель, Могильовська губернія, Російська імперія — пом. 4 лютого 1982, Санта-Клара, Каліфорнія, США) — американський письменник і педагог. Відомий антисіоніськими поглядами. Батько Єгуді Менухіна.

## Біографія
Моше Менухін народився в Гомелі в родині литовських євреїв Сари Ліби та Іцхака Айзіка Менухіна багатого торговця зерном. Доводиться правнуком рабину Ісраелю Ноаху Шнеєрсону, головному рабину Ніжина. Після смерті батька виховувався дідом, Єгудою Менухіним, одним з очільників Хабаду у Гомелі.
Коли сім'я переїхала до Палестини, Моше навчався у хедері в Єрусалимі. Потім серед перших учнів закінчив гімназію «Герцлія».
Менухін був одружився із Мерутою (Мір'ям) Шор, донькою різника з Неве-Цедек.
У 1915 Менухін приїхав до Сполучених Штатів, щоб завершити свою освіту. Навчався в Нью-Йоркському університеті, де він вивчав математику, політичні науки і викладання.
В кінці 1919 він і його дружина отримали громадянство США. Пізніше переїхав до Каліфорнії, де працював викладачем івриту.
Менухін був батьком скрипаля Ієгуді Менухіна, піаністок Хефціби та Ялти Менухіних. Дід публіциста, заперечувача Голокосту Жерара Менухіна

## Переконання
Його антисіоніські переконання були предметом спорів протягом багатьох років. У 1951 році Моше Шарет адресував йому відкритого листа, намагаючись змінити погляди Менухіна.

### Автор творів
- «Занепад юдаїзму в наші часи»[3]
- «Інший бік медалі»[4]
- «Камо грядеши, сіоністський Ізраїлю?»[5]
- «Пам'яті графа Фольке Бернадота»[6]
- «Єврейська критика сіонізму»[7]
- «Єврейська дитина в царській Росії. Моше Менухін описує життя в єврейському гето царської Росії»[8]
- «Сага Менухіна: автобіографія Моше Менухіна»[9].